# 1948年中華民國全國運動會游泳比賽
1948年中華民國全國運動會游泳比賽於1948年5月12日至15日在江灣體育場游泳館舉行。

## 男子泳賽
只列決賽：
| 項目            | 冠軍           | 亞軍           | 季軍           | 第四           | 第五           | 第六           | 時間           |
| 800公尺接力     | 香港隊1        | 馬華隊         | 菲華隊         | 廣州隊         | 台灣隊         | 海軍隊         | 11"44.5'       |
| 50公尺自由泳    | 俞順源（印尼） | 馮朝玉（馬華） | 徐亨（上海）   | 蔡利恒（香港） | 張壽山（馬華） | 兼丁備（印尼） | 28.0'（ETR）   |
| 200公尺俯泳     | 紀順英（馬華） | 黃焯榮（香港） | 劉英奇（菲華） | 梁顯乾（香港） | 蔡懷忠（台灣） | 楊英澤（香港） | 3"6.9'         |
| 100公尺自由泳   | 吳傳玉（印尼） | 劉帝炳（香港） | 馮朝玉（馬華） | 莊美道（菲華） | 俞順源（印尼） | 陳能德（馬華） | 1"3.3'（NNR）  |
| 400公尺自由泳   | 陳震南（香港） | 劉帝炳（香港） | 莊美道（菲華） | 尤世坤（香港） | 關華溫（馬華） | 黃金華（香港） | 5"44.6'        |
| 200公尺接力     | 馬華隊         | 香港隊         | 廣州隊         | 海軍隊         | 台灣隊         | 菲華隊         | 1"57.1'（NNR） |
| 100公尺仰泳     | 馮朝玉（馬華） | 王中成（上海） | 鍾天生（印尼） | 吳年（廣州）   | 許守強（上海） | 李番冷（菲華） | 1"16.9'（NTR） |
| 1,500公尺自由泳 | 陳震南（香港） | 劉帝炳（香港） | 黃金華（香港） | 羅金龍（天津） | 關華溫（馬華） | 高鐵雄（台灣） | 23"2.3'        |

1香港隊由劉帝炳、陳震南、蔡利恒及黃金華組成。

NNR=新全國紀錄；NTR=新大會紀錄；ETR=平大會紀錄；

## 女子泳賽
只列決賽：
| 項目          | 冠軍           | 亞軍           | 季軍           | 第四           | 第五           | 第六           | 時間           |
| 50公尺自由泳  | 黃婉貞（香港） | 高妙齡（香港） | 曾鳳群（香港） | 林青音（馬華） | 顧綉鈺（台灣） | 張璐（暹華）   | 35.9'（NNR）   |
| 100公尺自由泳 | 黃婉貞（香港） | 林青音（馬華） | 張璐（暹華）   | 顧綉鈺（台灣） |                |                | 1"20.6'（NNR） |
| 200公尺俯泳   | 黃婉生（香港） | 黃玉冰（香港） | 羅德貞（香港） | 鄭雪瑛（廣州） | 洪瑟瑟（暹華） | 陳金柳（馬華） | 3"43.5'        |
| 200公尺接力   | 香港隊1        | 台灣隊         | 上海隊         | --             | --             | --             | 2"35.6'（NNR） |
| 100公尺仰泳   | 黃碧霞（馬華） | 張雲英（台灣） | 鄭燕瑛（廣州） | 曾鳳群（香港） | 李佳惠（台灣） | 莊彩琴（台灣） | 1"47.1'        |
| 400公尺自由泳 | 黃婉貞（香港） | 黃婉生（香港） | 洪瑟瑟（暹華） | 鄭雪瑛（廣州） | 黃玉冰（香港） | 張素央（南京） | 7"16.3'        |

1香港隊由黃婉貞、黃婉生、高妙齡及曾鳳群組成。

NNR=新全國紀錄；

## 總分
| 隊伍 | 積分 |
| ---- | ---- |
| 香港 | 74分 |
| 馬華 | 54分 |
| 菲華 | 22分 |
| 印尼 | 21分 |
| 廣州 | 17分 |
| 海軍 | 12分 |
| 台灣 | 11分 |
| 上海 | 07分 |
| 天津 | 03分 |

| 隊伍 | 積分 |
| ---- | ---- |
| 香港 | 70分 |
| 台灣 | 23分 |
| 馬華 | 16分 |
| 暹華 | 11分 |
| 廣州 | 10分 |
| 上海 | 08分 |
| 南京 | 01分 |

| 隊伍           | 積分 |
| -------------- | ---- |
| 馮朝玉（馬華） | 16分 |
| 劉帝炳（香港） | 15分 |
| 陳震南（香港） | 14分 |

| 隊伍           | 積分 |
| -------------- | ---- |
| 黃婉貞（香港） | 21分 |
| 黃婉生（香港） | 12分 |
| 林清香（馬華） | 08分 |